# Lista de prefeitos eleitos no Acre em 2004
Na formação desta lista foram consultados arquivos on line do Tribunal Regional Eleitoral e Tribunal Superior Eleitoral, sendo à época do pleito o Acre possuía 22 municípios.
A referida disputa aconteceu dois anos após as eleições estaduais no Acre em 2002 e aconteceram nos dias 3 de outubro, o 1º turno e 31 de outubro, o 2º turno, ocasião em que Jorge Viana era governador do estado.

## Prefeitos eleitos peloPT
O partido triunfou em 10 municípios, o equivalente a 45,45% do total.
| Bandeira          | Município            | Prefeito eleito                    | Partido | Nascido em      | UF             |
| ----------------- | -------------------- | ---------------------------------- | ------- | --------------- | -------------- |
|                   | Assis Brasil         | Manoel Batista de Araújo           | PT      | Brasiléia       | Acre           |
|                   | Brasiléia            | Ana Leila Galvão Maia Moreira      | PT      | Brasiléia       | Acre           |
|                   | Bujari               | Michel Marques Abrahão             | PT      | Rio de Janeiro  | Rio de Janeiro |
|                   | Feijó                | Francimar Fernandes de Albuquerque | PT      | Feijó           | Acre           |
|                   | Jordão               | Hilário de Holanda Melo            | PT      | Tarauacá        | Acre           |
|                   | Marechal Thaumaturgo | Itamar Pereira de Sá               | PT      | Cruzeiro do Sul | Acre           |
| Plácido de Castro | Plácido de Castro    | Paulo Cesar da Silva               | PT      | Maringá         | Paraná         |
| Mâncio Lima       | Porto Walter         | Neuzari Correia Pinheiro           | PT      | Porto Walter    | Acre           |
| Rio Branco        | Rio Branco           | Raimundo Angelim Vasconcelos       | PT      | Rio Branco      | Acre           |
|                   | Santa Rosa do Purus  | José Altamir Taumaturgo Sá         | PT      | Sena Madureira  | Acre           |

## Prefeitos eleitos peloPSDB
O partido triunfou em 2 municípios, o equivalente a 9,09% do total.
| Bandeira              | Município  | Prefeito eleito                  | Partido | Nascido em            | UF       |
| --------------------- | ---------- | -------------------------------- | ------- | --------------------- | -------- |
| Bandeira desconhecida | Acrelândia | Sebastião Bocalom Rodrigues      | PSDB    | Bela Vista do Paraíso | Paraná   |
|                       | Tarauacá   | Erisvando Torquato do Nascimento | PSDB    | Envira                | Amazonas |

## Prefeitos eleitos peloPL
O partido triunfou em 2 municípios, o equivalente a 9,09% do total.
| Bandeira    | Município      | Prefeito eleito                 | Partido | Nascido em     | UF      |
| ----------- | -------------- | ------------------------------- | ------- | -------------- | ------- |
| Mâncio Lima | Mâncio Lima    | Luiz Helosman de Figueiredo     | PL      | Mãe d'Água     | Paraíba |
|             | Sena Madureira | Nilson Roberto Areal de Almeida | PL      | Sena Madureira | Acre    |

## Prefeitos eleitos peloPPS
O partido triunfou em 2 municípios, o equivalente a 9,09% do total.
| Bandeira | Município        | Prefeito eleito                | Partido | Nascido em | UF   |
| -------- | ---------------- | ------------------------------ | ------- | ---------- | ---- |
|          | Porto Acre       | José Ruy Coelho de Albuquerque | PPS     | Tarauacá   | Acre |
|          | Senador Guiomard | Carlos Celso Medeiros Ribeiro  | PPS     | Rio Branco | Acre |

## Prefeitos eleitos peloPTB
O partido triunfou em 2 municípios, o equivalente a 9,09% do total.
| Bandeira        | Município       | Prefeito eleito                      | Partido | Nascido em     | UF             |
| --------------- | --------------- | ------------------------------------ | ------- | -------------- | -------------- |
|                 | Capixaba        | Joais da Silva dos Santos            | PTB     | Brasiléia      | Acre           |
| Cruzeiro do Sul | Cruzeiro do Sul | Maria Zila Frota Bezerra de Oliveira | PTB     | Rio de Janeiro | Rio de Janeiro |

## Prefeitos eleitos peloPMDB
O partido triunfou em 1 município, o equivalente a 4,54% do total.
| Bandeira | Município | Prefeito eleito         | Partido | Nascido em | UF   |
| -------- | --------- | ----------------------- | ------- | ---------- | ---- |
| Xapuri   | Xapuri    | Vanderley Viana de Lima | PMDB    | Xapuri     | Acre |

## Prefeitos eleitos peloPP
O partido triunfou em 1 município, o equivalente a 4,54% do total.
| Bandeira        | Município       | Prefeito eleito                    | Partido | Nascido em      | UF   |
| --------------- | --------------- | ---------------------------------- | ------- | --------------- | ---- |
| Rodrigues Alves | Rodrigues Alves | Francisco Vagner de Santana Amorim | PP      | Rodrigues Alves | Acre |

## Prefeitos eleitos peloPSDC
O partido triunfou em 1 município, o equivalente a 4,54% do total.
| Bandeira | Município     | Prefeito eleito         | Partido | Nascido em     | UF   |
| -------- | ------------- | ----------------------- | ------- | -------------- | ---- |
|          | Manoel Urbano | Manoel da Silva Almeida | PSDC    | Sena Madureira | Acre |

## Prefeitos eleitos peloPSB
O partido triunfou em 1 município, o equivalente a 4,54% do total.
| Bandeira | Município      | Prefeito eleito             | Partido | Nascido em | UF   |
| -------- | -------------- | --------------------------- | ------- | ---------- | ---- |
|          | Epitaciolândia | José Ronaldo Pessoa Pereira | PSB     | Brasileia  | Acre |